# 张瑜 (跨栏运动员)
张瑜（1971年4月8日—），中国退役女子100米跨栏运动员。她在1992年夏季奥林匹克运动会上代表本国。
她在1993年9月于北京的中华人民共和国第七届全国运动会上获得个人最好成绩12.64秒，也是现在的中国纪录。

## 全国冠军
- 中华人民共和国全国运动会
  - 100米栏：1993年
- 中国田径锦标赛
  - 100米栏：1991年、1992年、1993年、1994年、1996年、1997年[3]

## 国际赛事
| 年   | 賽事           | 舉辦城市         | 名次           | 項目    | 記錄     |
| ---- | -------------- | ---------------- | -------------- | ------- | -------- |
| 1990 | 亚洲青年锦标赛 | 中国北京         | 第1名          | 100米栏 | 13.45    |
| 1991 | 亚洲锦标赛     | 马来西亚吉隆坡   | 第1名          | 100米栏 | 13.37    |
| 1991 | 世界锦标赛     | 日本东京         | 第8名 (半决赛) | 100米栏 | 13.24    |
| 1992 | 奥林匹克运动会 | 西班牙巴塞罗那   | 第7名 (半决赛) | 100米栏 | 13.39    |
| 1993 | 亚洲锦标赛     | 菲律宾马尼拉     | 第1名          | 100米栏 | 13.07 CR |
| 1993 | 东亚运动会     | 中国上海         | 第1名          | 100米栏 | 13.23    |
| 1994 | 亚洲运动会     | 日本广岛         | 第3名          | 100米栏 | 12.90    |
| 1995 | 亚洲锦标赛     | 印度尼西亚雅加达 | 第2名          | 100米栏 | 13.44    |

## 外部連結
- 张瑜在World Athletics（英语）
- 张瑜在Olympedia（英语）